# EBV antígeno nuclear 2
EBV antígeno nuclear 2 es una proteína viral asociada con el virus de Epstein-Barr.
EBNA-2 es la principal transactivador viral, el cambio de la transcripción de los promotores Wp inicialmente utilizados después de la infección con el promotor Cp. Junto con EBNA-3C, sino que también activa el promotor de LMP-1. Se sabe que se unen el anfitrión de la proteína RBP-Jκ  que juega un papel clave en la ruta de señalización Notch. EBNA-2 es esencial para la transformación del crecimiento mediada por VEB.